# Jake Stewart
Thomas Jake Stewart (ur. 2 października 1999 w Coventry) – brytyjski kolarz szosowy i torowy.

## Osiągnięcia

### Kolarstwo szosowe
Opracowano na podstawie:

2018
- 2. miejsce w Gent-Wevelgem U23
- 3. miejsce w Trofeo Piva

2019
- 3. miejsce w Ronde van Vlaanderen U23
- 3. miejsce w Eschborn-Frankfurt U23

2020
- 2. miejsce w Tour du Limousin
  - 1. miejsce w klasyfikacji młodzieżowej

2021
- 1. miejsce w klasyfikacji młodzieżowej Étoile de Bessèges
- 2. miejsce w Omloop Het Nieuwsblad

2022
- 3. miejsce w Quatre Jours de Dunkerque
  - 1. miejsce w klasyfikacji młodzieżowej
- 3. miejsce w Grand Prix du Morbihan
- 1. miejsce w klasyfikacji młodzieżowej Boucles de la Mayenne
- 1. miejsce na 1. etapie Tour de l’Ain

### Kolarstwo torowe
Opracowano na podstawie:
2017
- 2. miejsce w mistrzostwach Europy juniorów (wyścig drużynowy na dochodzenie)
- 2. miejsce w mistrzostwach Europy juniorów (madison)

## Rankingi

### Kolarstwo szosowe
| Rok             | 2018 | 2019 | 2020 | 2021 | 2022 | 2023 | 2024 |
| --------------- | ---- | ---- | ---- | ---- | ---- | ---- | ---- |
| World Ranking   | 932. | 890. | 314. | 142. | 175. | 535. | 446. |
| UCI Europe Tour | 567. | 647. | 259. | 121. | 143. | -    | -    |
|                 |      |      |      |      |      |      |      |
| Źródło: UCI     |      |      |      |      |      |      |      |